# Xác ướp trở lại
Xác ướp trở lại (tựa gốc tiếng Anh: The Mummy Returns) là một bộ phim viễn tưởng - hành động - phiêu lưu - kinh dị năm 2001 của Mỹ do đạo diễn Stephen Sommers thực hiện, nó là phần tiếp theo của phim viễn tưởng Xác ướp (1999). Xác ướp trở lại có sự tham gia của dàn diễn viên Brendan Fraser, Rachel Weisz, John Hannah, Arnold Vosloo và Dwayne Johnson. Câu khẩu hiệu chính thức là Adventure is reborn (dịch sang tiếng Việt: Cuộc phiêu lưu được tái sinh).
Phần phim thứ ba, Xác ướp 3: Lăng mộ Tần Vương, khởi chiếu vào ngày 1 tháng 8 năm 2008.

## Nội dung
Năm 3067 trước Công Nguyên, ở Ai Cập cổ đại, một chiến binh mang tên Vua Bò Cạp đã dẫn đội quân của ông ta đi xâm chiếm kinh thành Thebes. Bảy năm sau, Vua Bò Cạp và đội quân của ông ta thua trận rồi rút lui vào sa mạc Ahm Shere, từng người lính ngã xuống cát và chết rục, chỉ có Vua Bò Cạp còn sống. Vua Bò Cạp cầu xin thần Anubis giúp đỡ, thần Anubis liền ban cho Vua Bò Cạp đội quân âm binh hùng mạnh để giúp ông ta chiếm kinh thành Thebes, sau đó thần Anubis bắt linh hồn Vua Bò Cạp đi.
Đến năm 1933, vợ chồng Rick và Evelyn O'Connell khám phá kinh thành Thebes cùng với đứa con trai của họ là Alex. Họ tìm thấy chiếc vòng tay của Vua Bò Cạp. Khi về Luân Đôn, Alex nghịch ngợm đã đeo chiếc vòng tay vào và nó cho cậu bé thấy cả ốc đảo Ahm Shere. Lúc đó đang có vài kẻ xấu muốn hồi sinh xác ướp Imhotep để hắn có thể đánh bại Vua Bò Cạp rồi cướp đội quân Anubis đi xâm chiếm thế giới. Những kẻ xấu đó là ông Baltus Hafez, Lock-Nah và Meela Nais, chúng xông vào nhà bắt Evelyn đi và định giết cô, tuy nhiên Rick đã giải cứu Evelyn. Sau khi hồi sinh Imhotep, bọn kẻ xấu kia lại bắt cóc Alex qua Ai Cập vì cậu bé đang đeo chiếc vòng tay Anubis. Vợ chồng Rick, anh bạn cũ Ardeth Bay và người anh trai Jonathan trở lại Ai Cập đuổi theo nhóm của Imhotep.
Vợ chồng Rick nhờ anh phi công Izzy Buttons chở họ đi bằng khinh khí cầu. Imhotep lấy quyển sách thần làm phép cho linh hồn Anck-Su-Namun nhập vào thân xác Meela Nais, chúng tiếp tục đi đến kim tự tháp của Vua Bò Cạp. Lúc dừng chân ở dòng sông, Imhotep nhìn thấy khinh khí cầu của vợ chồng Rick, hắn liền biến nước sông thành cơn đại hồng thủy tấn công khinh khí cầu. Chiếc khinh khí cầu bị hỏng nặng nên rơi xuống khu rừng Ahm Shere. Izzy ở lại sửa chữa khinh khí cầu trong khi Rick, Evelyn, Ardeth và Jonathan tiếp tục đi tìm nhóm Imhotep. Họ đấu súng với binh lính của nhóm Imhotep đúng lúc cả hai phe đều đang bị các xác ướp nhỏ tấn công. Rick cứu được Alex sau khi Ardeth giết chết Lock-Nah. Rick dẫn Alex chạy vào kim tự tháp, Alex tháo chiếc vòng Anubis ra khỏi tay. Sau đó Evelyn bị Anck-Su-Namun đâm chết, Rick liền đuổi theo Imhotep và Anck-Su-Namun vào sâu bên trong kim tự tháp.
Imhotep bị thần Anubis tước hết phép thuật, hắn phải đánh tay đôi với Rick. Alex và Jonathan cướp quyển sách thần từ tay Anck-Su-Namun rồi đọc thần chú giúp Evelyn sống lại thật sự. Ông Baltus lấy chiếc vòng tay Anubis đánh thức Vua Bò Cạp, hắn hiện nguyên hình con bò cạp khổng lồ và xé xác Baltus. Vua Bò Cạp, Rick và Imhotep lao vào đánh lẫn nhau. Ở ngoài sa mạc, Ardeth dẫn theo một quân đoàn kiếm sĩ chiến đấu ngăn chặn đội quân âm binh Anubis. Khi Rick lấy ngọn giáo đâm chết Vua Bò Cạp thì đội quân âm binh biến mất, Imhotep rơi xuống cõi âm ti, còn Anck-Su-Namun bị bầy bọ hung ăn thịt. Rick, Evelyn, Alex và Jonathan chạy lên đỉnh kim tự tháp, may mắn là Izzy lái khinh khí cầu đến đón họ đi trước khi cả kim tự tháp bị lốc xoáy cuốn đi. Ardeth cưỡi ngựa ra chào tạm biệt cả gia đình O'Connell trên khinh khí cầu. Bộ phim kết thúc.

## Diễn viên
- Brendan Fraser vai Rick O'Connell
- Rachel Weisz vai Evelyn Carnahan O'Connell / Công chúa Nefertiri
- Freddie Boath vai Alex O'Connell
- John Hannah vai Jonathan Carnahan
- Oded Fehr vai Ardeth Bay
- Arnold Vosloo vai Imhotep
- Dwayne Johnson vai Vua Bò Cạp / Mathayus
- Patricia Velásquez vai Meela Nais / Anck-Su-Namun
- Adewale Akinnuoye-Agbaje vai Lock-Nah
- Alun Armstrong vai Baltus Hafez
- Shaun Parkes vai Izzy Buttons
- Bruce Byron vai Red
- Joe Dixon vai Jacques
- Tom Fisher vai Spivey
- Quill Roberts vai Shafek
- Aharon Ipalé vai Vua Pharaoh Seti Đệ Nhất

## Giải thưởng
| Giải thưởng                   | Hạng mục                             | Đối tượng đề cử                                                             | Kết quả   |
| ----------------------------- | ------------------------------------ | --------------------------------------------------------------------------- | --------- |
| Giải Sao Thổ                  | Best Fantasy Film                    |                                                                             | Đề cử     |
| Giải Sao Thổ                  | Best Makeup                          | Aileen Seaton, Nick Dudman và Jane Walker                                   | Đề cử     |
| Giải Sao Thổ                  | Best Special Effects                 | John Andrew Berton, Jr., Daniel Jeannette, Neil Corbould và Thomas Rosseter | Đề cử     |
| Giải Sao Thổ                  | Best Young Actor                     | Freddie Boath                                                               | Đề cử     |
| Young Artist Awards           | Best Young Actor                     | Freddie Boath                                                               | Đề cử     |
| Kids' Choice Awards           | Favorite Male Movie Star             | Brendan Fraser                                                              | Đề cử     |
| Giải Sự lựa chọn của Giới trẻ | Choice Actor                         | Brendan Fraser                                                              | Đề cử     |
| Giải Sự lựa chọn của Giới trẻ | Choice Sleazebag                     | Dwayne Johnson                                                              | Đoạt giải |
| Giải Sự lựa chọn của Giới trẻ | Choice Drama/Action-Adventure        |                                                                             | Đề cử     |
| Golden Trailer Awards         | Best Title Sequence                  |                                                                             | Đề cử     |
| Golden Reel Awards            | Best Sound Editing - Effects & Foley | Leslie Shatz, Malcolm Fife, Ann Scibelli, Jon Olive và Jonathan Klein       | Đề cử     |
| Empire Awards                 | Best British Actress                 | Rachel Weisz                                                                | Đề cử     |